# Pocharam

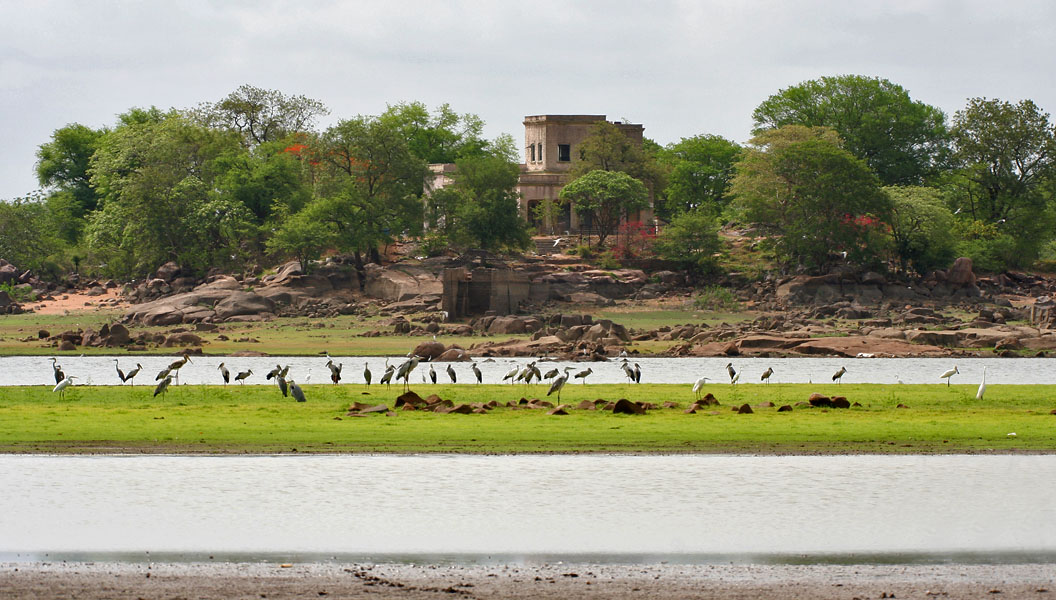
Una visión del Lago Pocharam con garzas y garcetas

Pocharam Santuario de Vida Silvestre es un santuario del bosque y la vida silvestre ubicado a 15 km de Medak y 115 km de Hyderabad, Telangana, India. Que abarca más de 130 kilómetros cuadrados, que fue un antiguo coto de caza del Nizam y que fue declarado un santuario de vida silvestre en el siglo XX. Lleva el nombre del lago Pocharam, formado a partir de la construcción de terraplenes de la Allair 1.916-1922. El santuario tiene un centro de ecoturismo para visitantes. Es el hogar de muchas especies de aves y mamíferos.